# Euproctis rebeli
Euproctis rebeli är en fjärilsart som beskrevs av Haberh. 1902. Euproctis rebeli ingår i släktet Euproctis och familjen tofsspinnare. Inga underarter finns listade i Catalogue of Life.